# The Apprentice (Computerspiel)
The Apprentice ist ein Jump ’n’ Run, das 1994 exklusiv für die Spielkonsole CD-i herausgebracht wurde.

## Spielprinzip
Marvin, ein Zauberlehrling, bekommt von seinem Lehrmeister Mr. Wandburner eine Reihe von Aufgaben gestellt. Diese bestehen darin, in den Leveln einen bestimmten Gegenstand in seinen Besitz zu bringen. Dies geschieht nicht nur zu Lande, sondern auch in der Luft und unter Wasser. In der Luft erhält Marvin einen Helm, mit dem er fliegen kann, im Wasser wird er vom Meister in einen Frosch verwandelt. Außerdem variieren je nach Level die Waffe, diese reicht vom Zauberstab über einen Gummiball, eine Wasserpistole bis zu einer Laserpistole.
Am Ende eines jeden Levels gilt es einen Endgegner zu besiegen. Außerdem können Bonuslevel absolviert werden.

## Rezeption
„Traditionelles & liebevolles Jump ’n’ Run mit wenigen Spielelemementen, aber penibel ausgeklügeltem Level-Design.“

Das Magazin Retro Gamer zählte The Apprentice 2014 zu den zehn besten Spielen der ansonsten weitgehend erfolglosen CD-i.
Ein zweiter Teil war in einer frühen Entwicklungsphase, wurde jedoch nie fertiggestellt.